# Madonna z Brugii
Madonna z Brugii – marmurowa rzeźba Michała Anioła, datowana na lata 1503–1504, znana również jako Madonna z Dzieciątkiem (nid. Madonna met het Kind). Obecnie znajduje się w kościele Najświętszej Marii Panny w Brugii.
Rzeźba została wykonana z białego marmuru kararyjskiego, pochodzącego z okolic Carrary i była jedyną z nielicznych prac Michała Anioła, która opuściła Włochy za życia artysty. Jest utrzymana w stylu florenckiego renesansu.
Przedstawienie Madonny z Dzieciątkiem różni się od wykonywanych wcześniej rzeźb, bowiem regułą było ukazywanie Marii trzymającej Jezusa w ramionach, podczas gdy w tym przypadku nagi Jezus stoi między kolanami Marii i jest tylko lekko przytrzymywany.
Madonna z Dzieciątkiem tworzy zwartą, zamkniętą kompozycję, w której dziecko stanowi jedność z matką. W przeciwieństwie do marzycielskiego wyrazu twarzy Dzieciątka-Jezus, twarz patrzącej przed siebie Marii wyraża zaniepokojenie i troskę o dalsze losy syna. W lewej ręce trzyma rączkę Jezusa, zaś jej prawa ręka spoczywa na zamkniętej książce – w ten sposób rzeźbiarz podkreślił niepewność Marii dotyczącą przyszłych losów jej dziecka, podobnie jak wyraził to święty Łukasz w Ewangelii (2, 19): Lecz Maryja zachowywała wszystkie te sprawy i rozważała je w swoim sercu.
Madonnę z Brugii cechuje także szereg podobieństw do ukończonej niewiele wcześniej Piety, takich jak draperie sukni czy owal twarzy Marii.
Rzeźba była pierwotnie przeznaczona na ołtarz katedry w Sienie, lecz została zakupiona przez rodzinę Mouscron z Brugii. Kupiec Jan Mouscron dokonał zakupu podczas pobytu w Toskanii. W 1514 rzeźba została podarowana kościołowi Onze-Lieve-Vrouwekerk.

## Materiały źródłowe
- Monica Girardi, Jadwiga Walkowska (tłumacz): Michał Anioł. Warszawa: Rzeczpospolita : HPS, 2006, s. 32. ISBN 83-60529-24-8.
- Tekst z tablicy informacyjnej dla turystów, znajdującej się przed ołtarzem z rzeźbą w Onze-Lieve-Vrouwekerk w Brugii